# Dimitris Tsatsos
Dimitris Tsatsos (n. 5 mai 1933, Atena, Regatul Greciei – d. 24 aprilie 2010, Atena, Grecia) a fost un om politic grec și membru al Parlamentului European în perioada 1999-2004 din partea Greciei. 
1. 1 2  „Dimitris Tsatsos”, Gemeinsame Normdatei, accesat în 29 aprilie 2014
2. ↑  „Dimitris Tsatsos”, Gemeinsame Normdatei, accesat în 15 decembrie 2014
3. ↑  „Dimitris Tsatsos”, Gemeinsame Normdatei, accesat în 31 decembrie 2014
4. ↑  Deputații în Parlamentul European
5. ↑  , Parlamentul Elen[*] Lipsește sau este vid: |title= (ajutor);